# Joan Toscano
Joan Carles Toscano Beltrán (sinh 14 tháng 8 năm 1984) là một cầu thủ bóng đá Andorra, anh thi đấu ở vị trí Tiền đạo cho FC Santa Coloma. Toscano từng đá cho Principat, FC Santa Coloma, CF Gimnástico Alcázar và CD Binéfar, và anh ra mắt quốc tế năm 2006.